# Březsko
Březsko är en ort i Tjeckien.   Den ligger i regionen Olomouc, i den östra delen av landet, 190 km öster om huvudstaden Prag. Březsko ligger 510 meter över havet och antalet invånare är 224.
Terrängen runt Březsko är platt åt sydost, men åt nordväst är den kuperad. Terrängen runt Březsko sluttar österut. Runt Březsko är det ganska tätbefolkat, med 86 invånare per kvadratkilometer. Närmaste större samhälle är Litovel, 16,7 km nordost om Březsko. Trakten runt Březsko består till största delen av jordbruksmark.